# Lasko

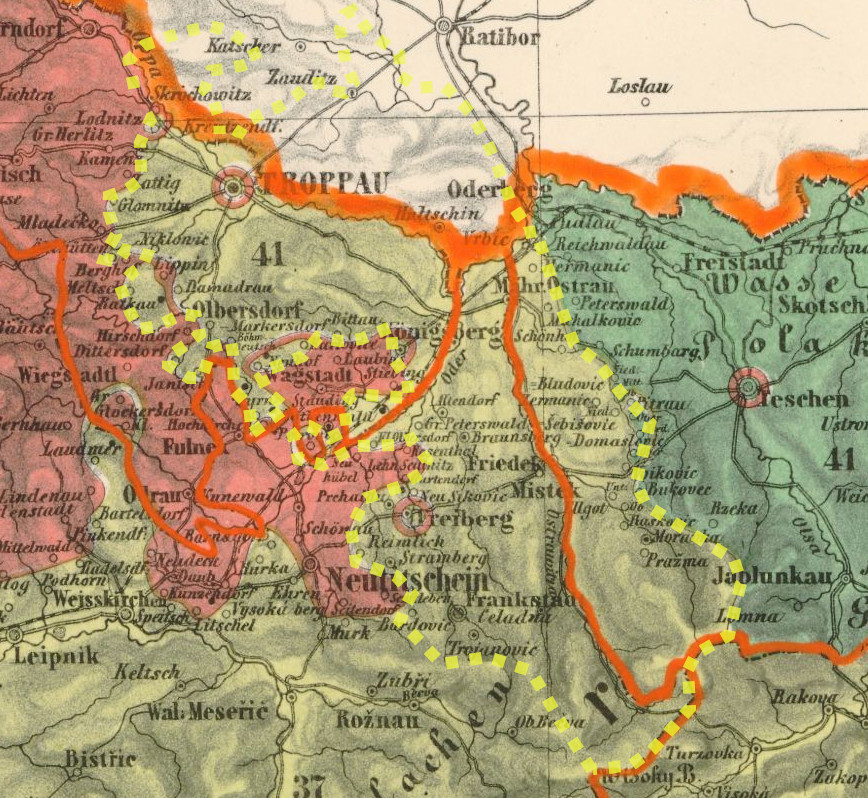
Obszar gwar laskich w tle z mapą etnograficzną Cesarstwa Austriackiego z 1855 autorstwa Karla Freiherra von Czörnig

Lasko lub Laszczyzna (cz. Lašsko, niem. Lachei) – region etnograficzny na pograniczu północno-wschodnich Moraw i południowego Śląska Czeskiego w Czechach.
Granice regionu nie są ściśle określone. Zwyczajowo region rozciąga się wzdłuż rzeki Ostrawicy po obu jej brzegach, a dalej w dorzeczach Odry, Lubiny, Ondřejnicy, Jičínki i Sedlnicy. Pośród miast leżących w regionie wymienić można Ostrawę, Příbor, Frydek-Mistek, Frydlant nad Ostrawicą, Frenštát pod Radhoštěm, Nowy Jiczyn, Kopřivnice, w jego geograficznym centrum znajduje się gmina Hukvaldy, dawniej centrum tzw. państwa hukwaldzkiego.
W regionie tym posługiwano się gwarami laskimi języka czeskiego, o charakterze przejściowym do polskiego dialektu śląskiego. Gwary te sięgały dalej na północy w okolice śląskiej Opawy, tzw. ziemi hulczyńskiej i kilku miejscowości w okolicach Kietrza we współczesnej Polsce (zob. Morawcy). Obszar gwar laskich wokół Opawy oraz Lasko morawskie rozdzielał częściowo „klin” niemieckojęzycznej ziemi krawarskiej.
Miejscowy poeta z Frydka, Erwin Goj, piszący pod pseudonimem Óndra Łysohorsky, uważał region Lasko za dużo większy niż wyżej opisany, do którego zaliczał również Śląsk Cieszyński i południowy Górny Śląsk, a zamieszkujący go lud za osobny naród.
Nazwa Lachy jest jeszcze bardziej rozpowszechniona. Na polskim Podkarpaciu jest używana dla określenia szeregu grup etnograficznych pośrednich pomiędzy Góralami a ludnością ściśle nizinną, a jej pochodzenie zdaniem wielu wywodzi się od wschodniosłowiańskiego określenia na Polaków. Najdalej na zachód wysuniętą grupą etnograficzną, która posługiwała się wschodniosłowiańskim dialektami byli Łemkowie, ale w wyniku tych samych procesów kolonizacyjnych osiedlone zostały obszary zachodnich Karpatów aż do Wołoszczyzny Morawskiej na południe od Laska.
Wyróżnia się następujące podregiony:
- Pogranicze z Wołoszczyzną Morawską na południu, gdzie naturalną granicę stanowi pasmo Radhošťu
- Lasko górskie (na Pogórzu)
- Lasko nizinne (okolice Ostrawy).